# Alexandre de Rússia

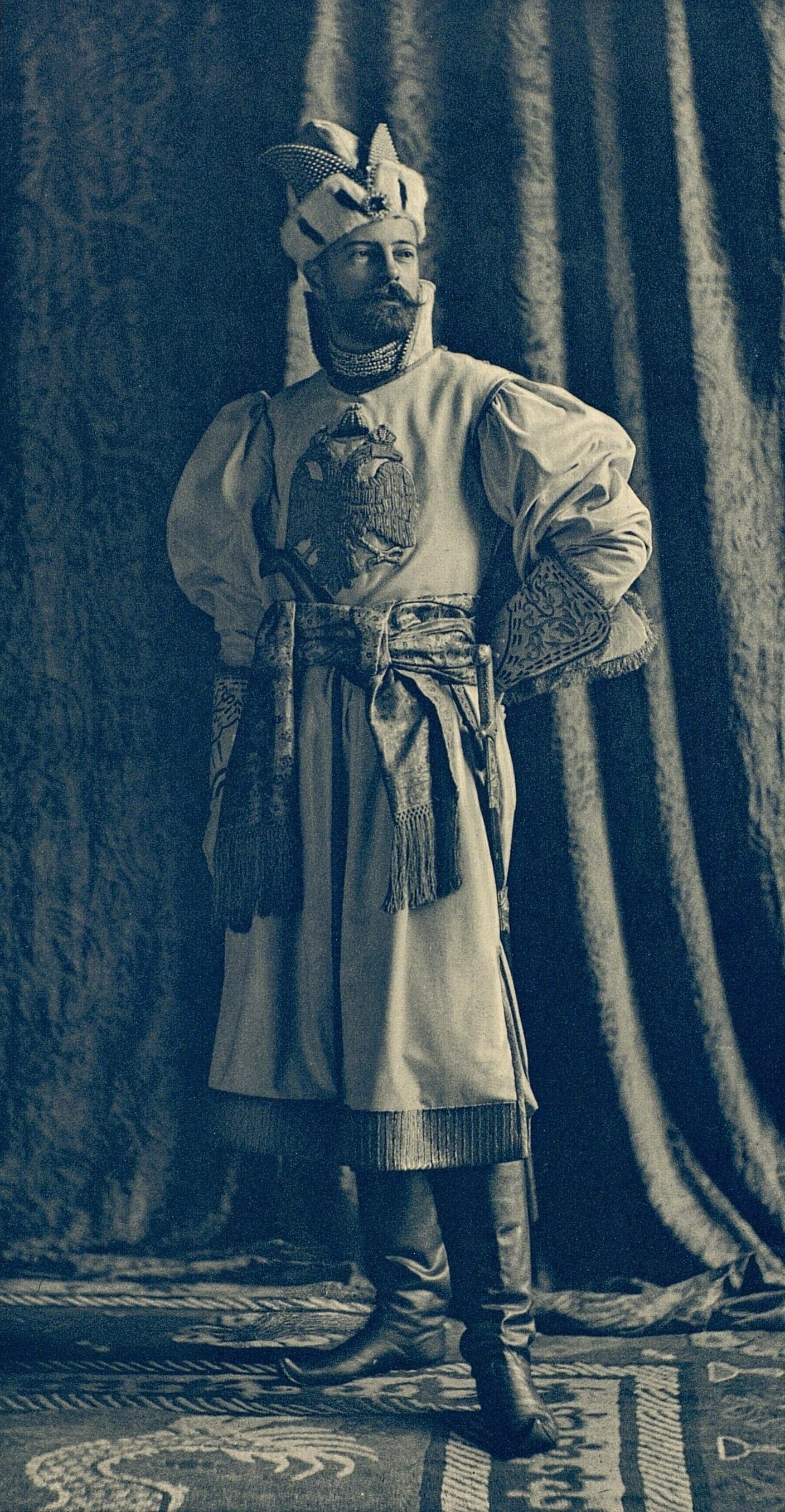
El gran duc Alexandre de Rússia l'any 1903 en un ball de la cort de Sant Petersburg.

Alexandre de Rússia, gran duc de Rússia (Tiflis 1866 - Roquebrune (França) 1933). Conegut amb el nom de Sandro, Alexandre era gran duc de Rússia amb el grau d'altesa imperial. Pertanyia a la branca del Mikhilovich, descendents del tsar Nicolau I de Rússia.
Fill del gran duc Miquel de Rússia i de la princesa Cecília de Baden nasqué el 13 d'abril de 1866 a Tiflis al Càuques on el gran duc Miquel era governador de la regió. Alexandre era net del tsar Nicolau I de Rússia i de la princesa Carlota de Prússia per part de pare mentre que per part de mare ho era del gran duc Carles Frederic de Baden i de la princesa Sofia de Suècia.
L'any 1894 es casà al palau de Peterhof amb la gran duquessa Xènia de Rússia filla del tsar Alexandre III de Rússia i de la princesa Dagmar de Dinamarca. Alexandre era cosí del tsar Alexandre III i, per tant, reuni molts vincles familiars amb la seva muller. La parella tingué tres fills:
- SA la princesa Irina de Rússia, princesa Romanova. Nascuda el 1895 a Peterhof i morta el 1970 a París. Es casà amb el príncep Fèlix Jusupov l'any 1914.

- SA el príncep Andreu de Rússia, príncep Romanov. Nascut el 1897 a Sant Petersburg i mort el 1987 a Kent. Es casà en primeres núpcies amb la princesa Elisabet Ruffo di Calàbria a Jalta el 1918, i en segones núpcies el 1942 amb Nadine Sylvia McDougall.

- SA el príncep Fiòdor de Rússia, príncep Romanov. Nascut el 1899 a Sant Petersburg i mort el 1968 a Ascain. Es casà amb la princesa Irina Pavley filla del gran duc Pau de Rússia i neta del tsar Alexandre II de Rússia.

El gran duc pogué escapar de la Revolució junt amb la seva família i la de la gran duquessa Olga de Rússia a través de Crimea gràcies al vaixell britànic HMS Malborough que el rei Jordi V del Regne Unit envià per tal de salvar a la seva tia, la tsarina Dagmar de Dinamarca.
Establert a Dinamarca, aviat es divorcià de la seva muller i s'establí a França on escrigué un parell de llibres de recordant la vida a la Cort dels Tsars. Morí l'any 1933 a Roquebrune.